# Dracophyllum adamsii
Dracophyllum adamsii là một loài thực vật có hoa trong họ Thạch nam. Loài này được Petrie mô tả khoa học đầu tiên năm 1924.